# Stephen Lecce
Pour les articles homonymes, voir Lecce (homonymie).
 (août 2024).
Si vous disposez d'ouvrages ou d'articles de référence ou si vous connaissez des sites web de qualité traitant du thème abordé ici, merci de compléter l'article en donnant les références utiles à sa vérifiabilité et en les liant à la section « Notes et références ».
Stephen Lecce, né le 26 novembre 1986 à Vaughan, est un homme politique provincial canadien de l'Ontario.

## Biographie
Né à Vaughan dans la région de Toronto d'immigrants d'origines italiennes, Lecce s'implique en politique dès l'âge de 13 ans en travaillant pour la réélection du député progressiste-conservateur Al Palladini (en).
Lecce entame des études en sciences politique à l'Université Western Ontario de London, où il devient président du conseil étudiant et où il est initié à la fraternité Sigma Chi, dont il deviendra président du Chapitre de l'Ouest (Western Chapter).
Après avoir gradué, il se joint au Cabinet du Premier ministre fédéral Stephen Harper en servant comme directeur adjoint aux communications avant d'être promu directeur aux relations avec les médias. Après la défaite des Conservateurs en 2015, il œuvre dans sa firme de consultant en relations publiques.

### Carrière politique
Élu député progressiste-conservateur de King—Vaughan en 2018, Lecce devient assistant parlementaire du ministre des Infrastructures (en) Monte McNaughton en juin 2018. Le mois suivant, il devient assistant parlementaire du premier ministre Doug Ford.
En juin 2019, il est promu ministre de l'Éducation et est rapidement confronté à des moyens de pression et des grèves rotatives des principales centrales syndicales des enseignants (FEÉO (en), FEESO, OECTA (en), AEFO). La situation conduit même à une grève générale le 21 février 2020, une première depuis 1997 contre le gouvernement Harris.